# Signalpegeldifferenz

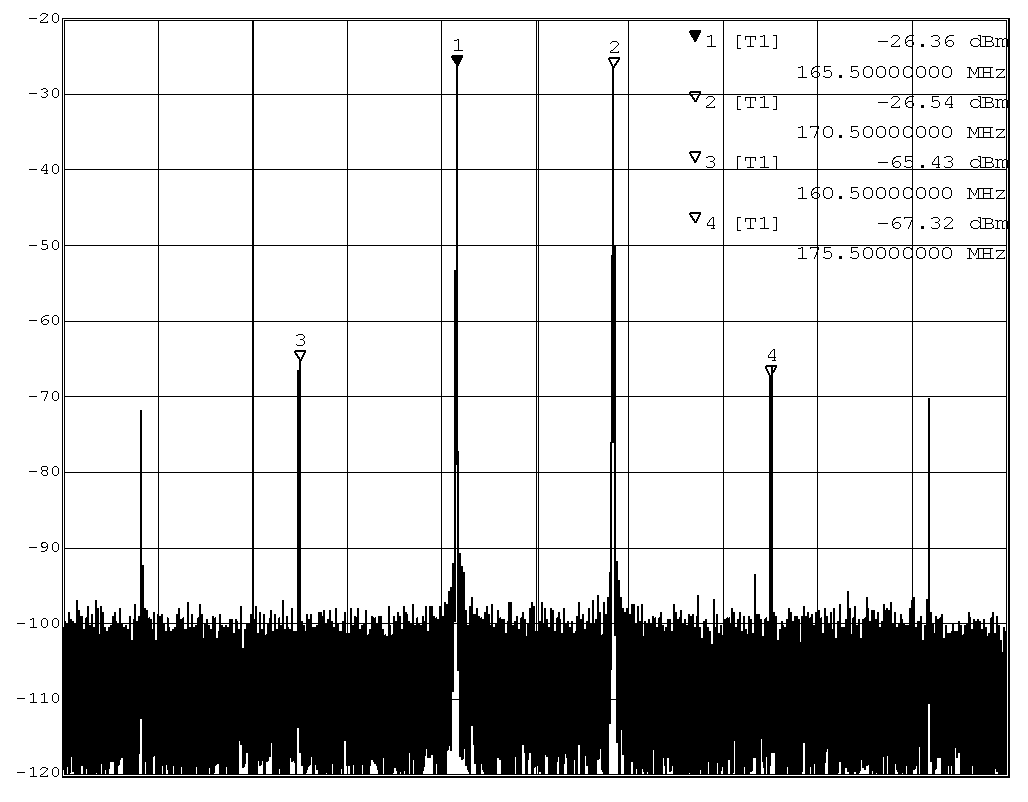
Intermodulationsprodukte
Signal 3 zu 1: −39,07 dBc;
Signal 4 zu 2: −40,78 dBc

Die Signalpegeldifferenz gibt die Differenz zwischen dem Pegel eines Signals und dem Pegel eines Trägers (engl. carrier) oder eines Referenzsignals an. Dabei beschreibt die Signalpegeldifferenz das logarithmische Verhältnis von Signalleistung zu der Leistung des Referenzsignals.
Die Angabe in dBc (dB carrier) erfolgt in der Nachrichtentechnik bei Intermodulationsprodukten und Störsignalen von einem Träger. Bei Nachrichtenübertragungssystemen werden die Grenzen von Störsignalen sowohl in maximalen Absolut-Pegeln, als auch in dBc-Pegeln angegeben. Ein zu großer Störsignalpegel, gleichbedeutend einem großen dBc-Pegel, kann zu Störungen in der Signalübertragung führen.
Wie groß der Störsignalabstand, in diesem Fall die Pegeldifferenz zwischen Störsignal und Träger, mindestens sein muss, um keinen Einfluss auf die Übertragung zu haben, hängt von der verwendeten Funktechnologie und insbesondere von der Empfängerempfindlichkeit und dessen analogen Eingangs- und eventuell verwendeten digitalen Signalfiltern ab. Ein Standardwert liegt bei ca. −10 dBc. Sind die Filter des Empfängers scharf und der Frequenzabstand zwischen Träger und Störsignal groß genug, kann das Störsignal im Empfänger soweit unterdrückt werden, dass selbst bei einer – im Vergleich mit der Trägerleistung – größeren Signalstärke keine Beeinflussung des Sendekanals erfolgt.
Die Bezeichnung dBc/Hz (Pegeldifferenz bezogen auf 1 Hz Bandbreite) dient insbesondere beim Phasenrauschen zur Angabe der Rauschleistungsdichte.

## Beispiel
Ein Träger hat eine Sendeleistung von {\displaystyle C=0{,}1\,mW}, ein Störsignal eine Leistung von {\displaystyle S=10\,\mu W}.
Der Träger hat somit einen Signalpegel von
{\displaystyle P_{\mathrm {C} }=10\log \left({\frac {0{,}1\,\mathrm {mW} }{1\,\mathrm {mW} }}\right)=-10\,\mathrm {dBm} }
Der Pegel des Störsignals beträgt
{\displaystyle P_{\mathrm {S} }=10\log \left({\frac {10\,\mathrm {\mu W} }{1\,\mathrm {mW} }}\right)=-20\,\mathrm {dBm} }
Somit berechnet sich die Signalpegeldifferenz zwischen Störsignal und Träger
{\displaystyle P_{\mathrm {S} }-P_{\mathrm {C} }=-20\,\mathrm {dBm} -(-10\,\mathrm {dBm} )=-10\,\mathrm {dBc} }
Die Signalpegeldifferenz lässt sich auch direkt aus dem logarithmischen Verhältnis der beiden Signalleistungen (Störsignal bezogen auf den Träger) berechnen:
{\displaystyle P_{\mathrm {S} }-P_{\mathrm {C} }=10\log \left({\frac {\mathrm {S} }{\mathrm {C} }}\right)=10\log \left({\frac {10\,\mathrm {\mu W} }{0{,}1\,\mathrm {mW} }}\right)=-10\,\mathrm {dBc} }.